# Llibre negre Yazidi
El Llibre negre Yazidi (en kurd: Mishefa Reş) és un dels dos llibres escrits a l'estil d'un llibre sagrat dels yazidis en la seva llengua nativa kurmanji (kurd del nord), l'altre és el Llibre de la Revelació yazidita (Kitēba jilwe). Cald estacar però que per alguns estudiosos, s'ha posat en dubte l'autenticitat d'aquests dos llibres. El Dr. Frederick Forbes va visitar Sinjar el 1838 i va atribuir l'autoria del Llibre Negre Yazidí al xeic Adi ibn Musafir. Es creu que el contingut del Llibre Negre Yazidi és una fusió de tradicions i creences iazidites autèntiques amb falsificacions occidentals.

## Contingut
El llibre parla de la cosmogonia, la creació de la humanitat, la història dels yazidis i les prohibicions pel que fa al menjar, els fets i la pronunciació de les paraules. Comença amb la cosmogonia i continua amb com "Déu va crear la perla blanca a partir de la seva essència més preciosa. També va crear l'ocell Angar. Déu va col·locar la perla blanca a l'esquena d'aquest ocell, i hi va viure durant quaranta mil anys". El llibre, a més, afirma que el primer dia de la creació va ser el diumenge, cosa que contradiu les tradicions orals que afirmen que el primer dia de la creació va ser un dissabte. Déu va crear Melek Taus diumenge, dilluns va crear Shaykh Ḥasan o Dardāʾīl, dimarts va crear Shaykh Shams al-Dīn o Isrāfīl, dimecres va crear Shaykh Abū Bakr o Mīkhāʾīl, dijous va crear Sajnād al- dīn, ʿAlīd al-Dīn, divendres va crear Nāṣir al-Dīn o Shamnāʾīl i dissabte va crear Yādīn (Fakhr al-Dīn) també conegut com a Nūrāʾīl. Aleshores, el llibre afirma que Déu Melek Taus és el governant de tots i que Déu va passar a crear set cels, la terra, el sol i la lluna. Aleshores, Yādīn va crear humans, animals, ocells i bèsties que Déu va posar en una butxaca de tela que sortiria acompanyada d'aquests set àngels. El llibre també esmenta Gabriel, Adam i Eva.
No obstant això, la presència d'un Llibre Negre textual i un Llibre de l'Apocalipsi només pot ser suficient per alterar la religió yazidita per ser més coherent i coherent entre els pobles. Això es deu en part a l'augment de la taxa d'alfabetització entre els iazidis, de manera que els que saben llegir o escriure tenen una posició més estimada, i la paraula escrita es tracta com més vàlida que la tradició oral.

## Publicacions
- The Black Book of the Yezidis (editat amb una introducció de J. Lange).ISBN 1547149566
- «MASHAF REŠ (THE BLACK BOOK)».